# Solaris Urbino 15
Solaris Urbino 15 je model polského nízkopodlažního autobusu, který v letech 1999–2018 vyráběla firma Solaris Bus & Coach.
Vozidla Urbino 15 jsou kapacitnější variantou standardního modelu Urbino 12. Jedná se o třínápravový městský autobus o délce 15 m s nízkou podlahou po celé délce vozu (320 – 340 mm). Pro vstup a výstup cestujících slouží troje dveře v pravé bočnici. Pohon autobusů Urbino 15 může zajišťovat kromě klasického naftového motoru i pohon pomocí stlačeného zemního plynu (od roku 2005).
Model Solaris Urbino 15 je nejvíce rozšířen v domácím Polsku a to zejména ve Varšavě, kde je v provozu již přes 200 vozů tohoto typu. Dále Urbino 15 jezdí též na Slovensku (Bratislava, Košice), v Lotyšsku (Daugavpils, Riga) a Německu. Největšími českými provozovateli těchto patnáctimetrových autobusů byly Dopravní podnik Ostrava (30 ks) a Plzeňské městské dopravní podniky (15 ks). Ostravský DP tyto vozy odstavil z provozu v prosinci 2020, přičemž jeden autobus si ponechal pro potřeby studené zálohy. Později i ten byl odprodán a to konkrétně do Košic. V Plzni poslední 2 vozy dojezdily v první polovině července 2022.

## Historické vozy
- Bratislava - vůz ev. č. 1218 (DP Bratislava)
- Ostrava - vůz ev. č. 7601 (DP Ostrava)
- Plzeň - vůz ev. č. 494 (Daniel Chvojka, Plzeň)